# Бертхолд фон Цолерн
Бертхолд фон Цолерн (на немски: Berthold von Zollern; * 1320, Нюрнберг; † 16 септември 1365, замък Вилибалдсбург, Айхщет) от франкския род Хоенцолерн, е княжески епископ на Айхщет (1351 – 1365), канцлер на император Карл IV.

## Живот
Той е син на бургграф Фридрих IV от Нюрнберг и съпругата му Маргарета от Каринтия от род Горица-Тирол († 1348), дъщеря на граф Албрехт фон Тирол († 1292), и внучка на херцог Майнхард II. Брат е на Йохан II, който последва баща му като бургграф на Нюрнберг, Фридрих фон Цолерн е княжески епископ на Регенсбург (1340 – 1365), Албрехт Красивия, бургграф на Нюрнберг. 
През 1333 г. Бертхолд влиза на 13 години в Тевтонския орден и става „ландкомтур“ на Франкония (1345 – 1349) и Прусия. Папа Климент VI го прави през 1351 г. епископ на Айхщет. След това е ръкоположен за дякон и свещеник. В Рим е помазан за епископ и през октомври 1351 г. започва службата си в Айхщет. Бертхолд получава регалиите от император Карл IV на 24 юни 1354 г.
През октомври 1354 г. Бертхолд свиква диоцески събор в Айхщет. Той поправя улици, започва да строи замък Вилибалдсбург и през 1355 г. се мести там (неговите наследници остават там до 1725 г.). Бертхолд става канцлер на император Карл IV, който му подарява затова привилегии.
Бертхолд дава обежище на Тиролския граф и херцог на Горна Бавария Майнхард III, който бяга от своя чичо баварския херцог Стефан II.
През 1365 г. той придружава императора до Авиньон. На връщане се разболява в Шпайер и умира малко след това в своя замък в Айхщет. Погребан е в гробницата на Цолерните в манастир Хайлсброн.